# Кузнецов, Юрий Александрович (радиотехник)
Юрий Александрович Кузнецов (23 февраля 1935, Красноярский край — 5 апреля 2016, Москва) — советский и российский учёный, генеральный конструктор радиолокационных систем ПВО. Лауреат Ленинской премии (1980). Член-корреспондент Академии ракетных и артиллерийских наук.
С 1987 по 2008 год — генеральный конструктор ВНИИРТ в составе концерна ВКО Алмаз-Антей, осуществляющего разработку комплексов РЛС, входящих в системы ПВО.

## Биография
Родился 23 февраля 1935 года в посёлке Тартазяк Артёмовского района Красноярского края. Отец — Кузнецов Александр Куприянович (1908—1943 погиб на фронте), мать — Кузнецова (Мезенцева) Евгения Андреевна (1913—1976), рабочие, выходцы из крестьян.
В 1953 году с золотой медалью окончил школу № 2 в г. Чадан Тувинской АССР и поступил в Томский политехнический институт. После окончания ТПИ с отличием в 1958 году был направлен в НИИ измерительных приборов в Новосибирске, где проработал до 1987 года.
Кузнецов обладал хорошим тенором. В студенчестве он активно участвовал в художественной самодеятельности ТПИ. В один из смотров студенческого народного творчества в состав жюри входил В. П. Арканов, который порекомендовал Кузнецову поступить в Новосибирскую консерваторию и пророчил творческую карьеру.
В 1960-е годы одновременно с профессиональным ростом в области радиолокации Кузнецов учился на вечернем отделении Новосибирской государственной консерватории имени М. И. Глинки по классу народного артиста РСФСР, профессора, заведующего кафедрой сольного пения В. П. Арканова.
В 1970 году назначен директором НИИИП, с 1971 — главный конструктор, а в 1986 году еще назначен и генеральным директором НПО «Сапфир».
С 1987 по 2008 годы Ю. А. Кузнецов являлся генеральным конструктором ВНИИРТ, с 2008 по 2016 год — советником генерального директора по научно-техническим вопросам.
Умер 5 апреля 2016 года. Похоронен на Троекуровском кладбище в Москве.

## Награды и звания
Кавалер орденов Трудового Красного Знамени (дважды), Октябрьской Революции.
Лауреат Ленинской премии 1980 года. Награждён орденом «За заслуги перед Отечеством» IV степени, орденом Дружбы.
Был избран членом-корреспондентом Академии ракетных и артиллерийских наук (1994).
Почётный радист СССР (1977), Заслуженный конструктор Российской Федерации (2000).